# 透體磯塘鱧
透體磯塘鱧（学名：Eviota pellucida）为條鰭魚綱鱸形目鰕虎科磯塘鱧屬下的一个种，该物种分布于太平洋海域，栖息深度为3米至30米，体长可达2.1公分。

## 扩展阅读
- 維基物種上的相關：透體磯塘鱧